# 马尔科·布兰卡
马尔科·布兰卡（義大利語：Marco Branca，1965年1月6日—），意大利男子足球运动员，司职前锋。他曾代表意大利国奥队参加1996年夏季奥林匹克运动会足球比赛，获得第十二名。